# Vestalis amnicola
Vestalis amnicola – gatunek ważki z rodziny świteziankowatych (Calopterygidae). Endemit Borneo.